# Skjellerup Sogn
Skjellerup Sogn er et sogn i Hobro-Mariager Provsti (Århus Stift).
Skjellerup Sogn hørte til Onsild Herred. I 1800-tallet var sognet anneks til Hobro Sogn. Men Skjellerup blev en selvstændig sognekommune. Den blev allerede før kommunalreformen i 1970 indlemmet i Hobro Kommune, som ved strukturreformen i 2007 indgik i Mariagerfjord Kommune.
I Skjellerup Sogn ligger Skjellerup Kirke.
I sognet findes følgende autoriserede stednavne:
- Alshøj (areal)
- Andrup (bebyggelse, ejerlav)
- Gettrup (bebyggelse, ejerlav)
- Gettrup Mark (bebyggelse)
- Grønhøj (areal)
- Pølshøj (areal)
- Skalborg Huse (bebyggelse)
- Skjellerup (bebyggelse, ejerlav)
- Terphøj (areal)